# Kościół Matki Bożej z Góry Karmel w Bielsku Podlaskim
Kościół Matki Bożej z Góry Karmel w Bielsku Podlaskim – rzymskokatolicki kościół parafialny mieszczący się w Bielsku Podlaskim, w województwie podlaskim. Należy do dekanatu Bielsk Podlaski diecezji drohiczyńskiej.

## Historia
Pierwszą drewnianą świątynię przy klasztorze karmelitów trzewiczkowych zbudowano w 1641 roku z funduszy marszałka nadwornego Adam Kazanowskiego herbu Grzymała. Kościół ten wznosił się między ówczesną ul. Knyszyńską i ul. Litewską. W czasie pożaru w 1779 roku drewniane kościół i klasztor spłonęły.
Na jego miejscu zbudowano w latach 1779–1794 nowy murowany kościół wraz z klasztorem. W 1794 roku zostały wzniesione dwie wieże. Swoją pomoc w budowie kościoła ofiarowali wtedy: Izabela Branicka z Poniatowskich zwana „Panią Krakowską” oraz Aleksander Bogusz, regent ziemi bielskiej. Po Rozbiorach w 1796 roku władze pruskie ograniczyły liczbę karmelitów, natomiast w 1802 roku Prusacy skasowali całkowicie klasztor i przenieśli zakonników do Wąsosza, a klasztor zamienili na więzienie. W 1851 roku rząd carski - w ramach zaplanowanej akcji likwidacji klasztorów katolickich – usunął ostatnich zakonników i zamknął świątynię. Po wybudowaniu cerkwi Zmartwychwstania Pańskiego, przeniesiono do niej wszystkie obrazy wiszące wcześniej w świątyni karmelickiej. W dniu 11 kwietnia 1864 roku Michaił hrabia Murawjow „Wieszatiel”, generał-gubernator litewski, postanowił zamienić kościół na cerkiew prawosławną. W latach 1866–1920 budowla pełniła funkcję cerkwi prawosławnej - soboru Trójcy Świętej (Nowy Sobór), natomiast wieże świątyni zostały przebudowane w stylu bizantyjskim. Beneficjum zostało oddane klerowi prawosławnemu. Klasztor natomiast został zamieniony na carskie więzienie, gdzie byli torturowani i mordowani polscy powstańcy styczniowi. Podczas I wojny światowej władze niemieckie przeznaczyły kościół na magazyn zbożowy.
W dwa lata po odzyskaniu niepodległości kościół został zrewindykowany na rzecz Kościoła rzymskokatolickiego w dniu 11 listopada 1920 roku. Od tej pory aż do 1964 roku kościół pełnił funkcję kościoła szkolnego (rektoralnego). Do 1926 roku w budynku klasztornym mieścił się Areszt Powiatowy. W latach 1923–1931 kościół został wyremontowany dzięki staraniom księdza Ludwika Olszewskiego, ówczesnego rektora świątyni. W tym czasie rozebrano dodatkową wieżę dodaną w czasach carskich, położono na dachu dachówkę ceramiczną, odbudowano chór, odtworzono otwory okienne wg dawnych planów kościoła pod kierunkiem architekta Piotra Kozińskiego z Grodna. W latach 1945–1957 klasztor był zajęty przez Urząd Bezpieczeństwa, który urządził tam m.in. areszt, a następnie mieściła się w nim poczta i Szkoła Muzyczna. W 1959 zmieniono kopułowe zwieńczenia na wieżach na barokowe. Od 1964 roku świątynia pokarmelicka pełniła funkcję kościoła filialnego parafii Narodzenia Najświętszej Maryi Panny i świętego Mikołaja. Samodzielna parafia została erygowana w dniu 11 lutego 1976 roku dekretem księdza biskupa Władysława Jędruszuka, administratora apostolskiego diecezji pińskiej. W 1980 roku zdjęto z hełmów blachę ocynkowaną i położono miedzianą. W latach 1981–1982 usunięto z dachu dachówkę i położono blachą miedzianą. W 1992 roku została usunięta podłoga drewniana i na jej miejscu została położona posadzka marmurowa, dzięki staraniom księdza kanonika Wojciecha Wasaka. W 1992 roku budynek klasztorny został odzyskany przez parafię.

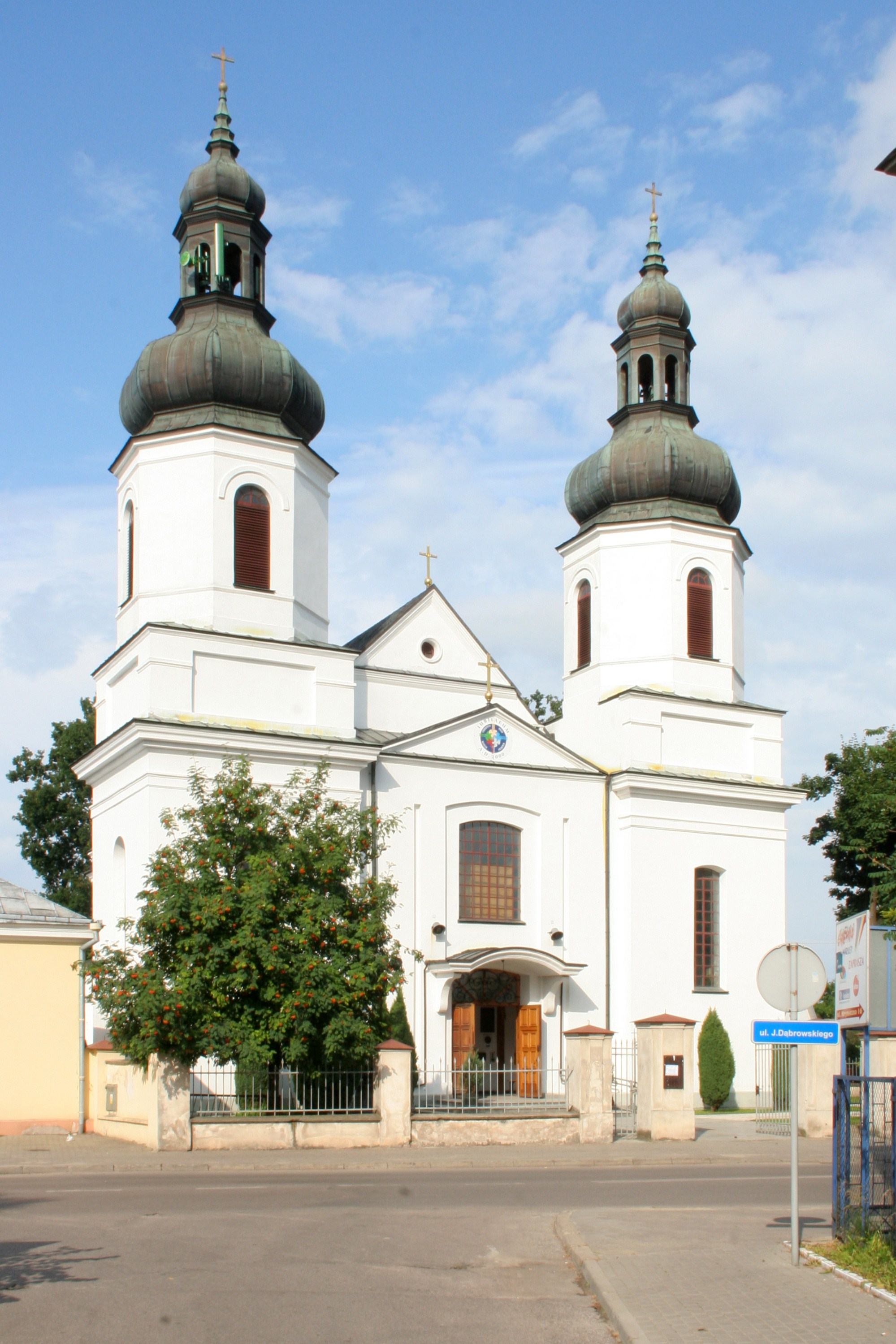
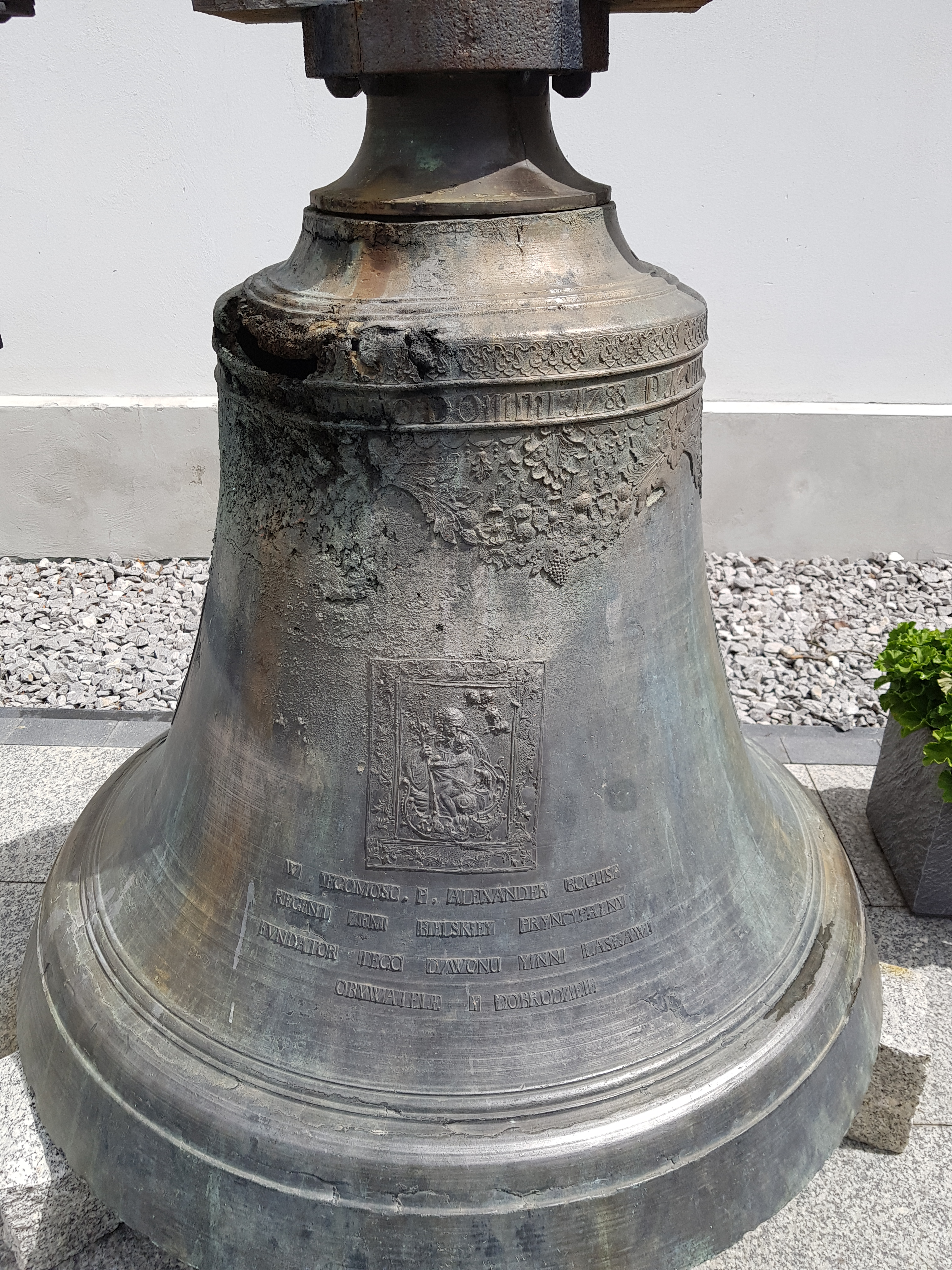
Dzwon z 1788 roku
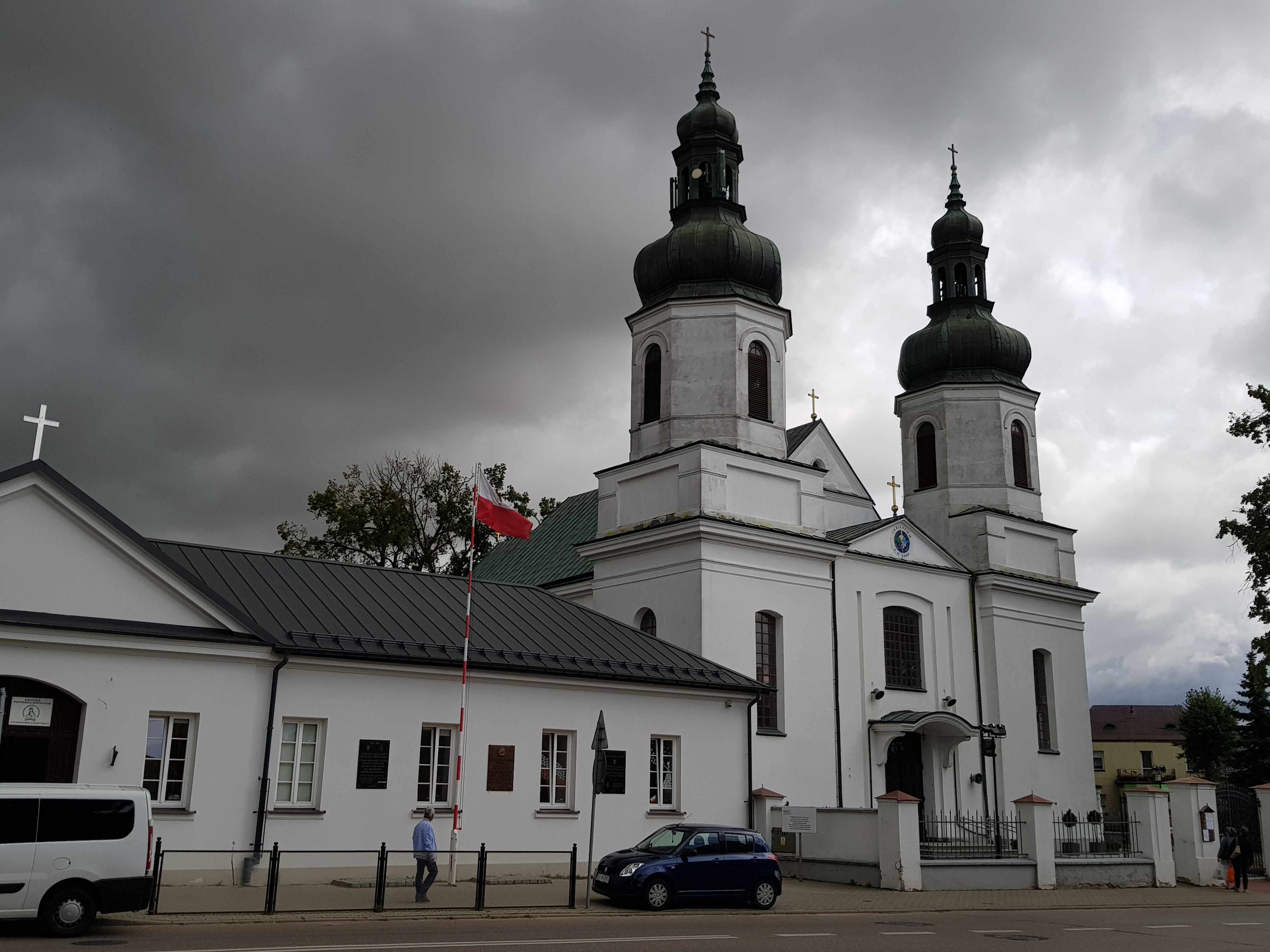
Klasztor karmelitów przy kościele
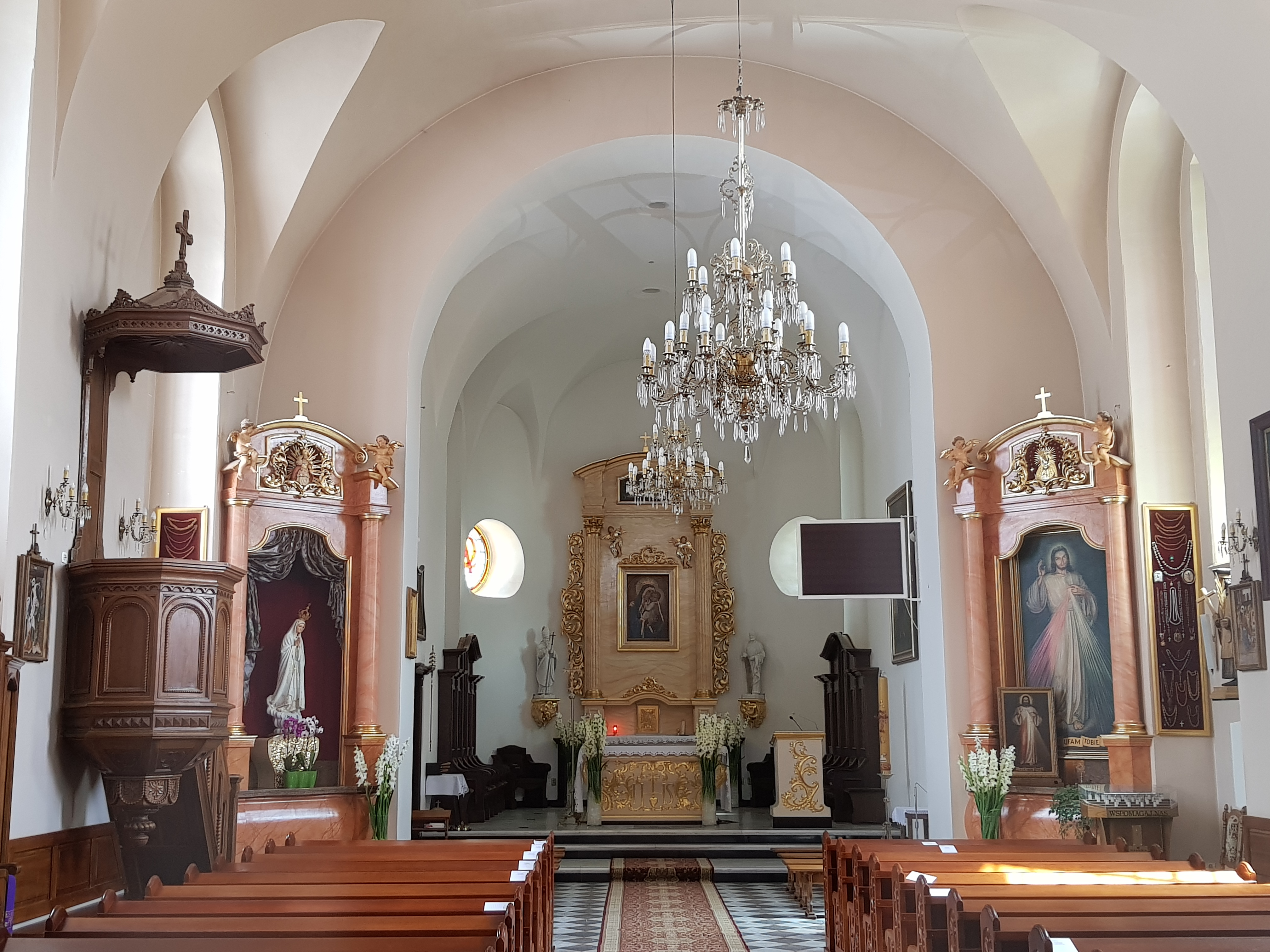
Wnętrze kościoła karmelitów (2019)
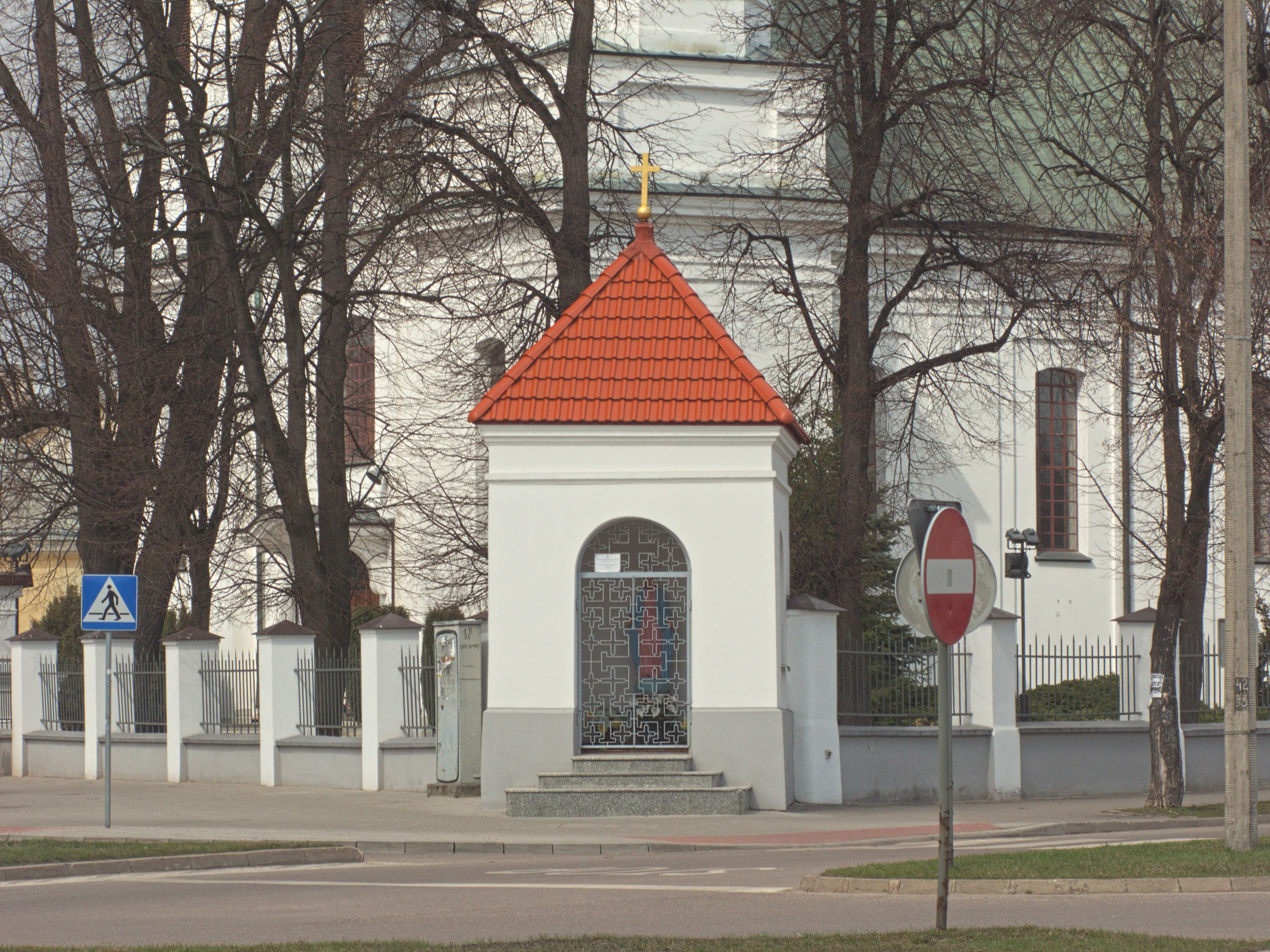
Kapliczka przykościelna
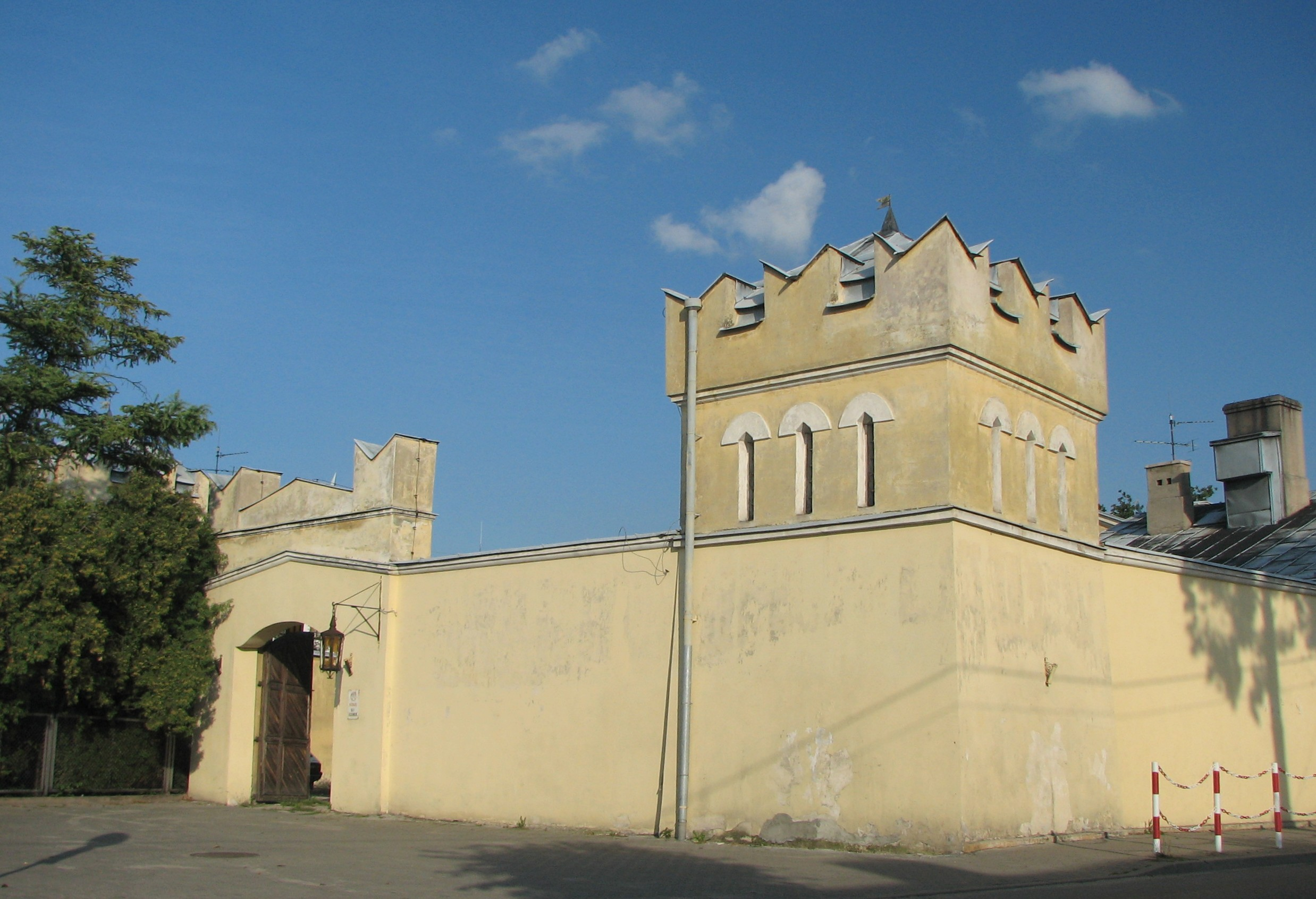
Mur z XIX wieku przylegający do Klasztoru karmelitów
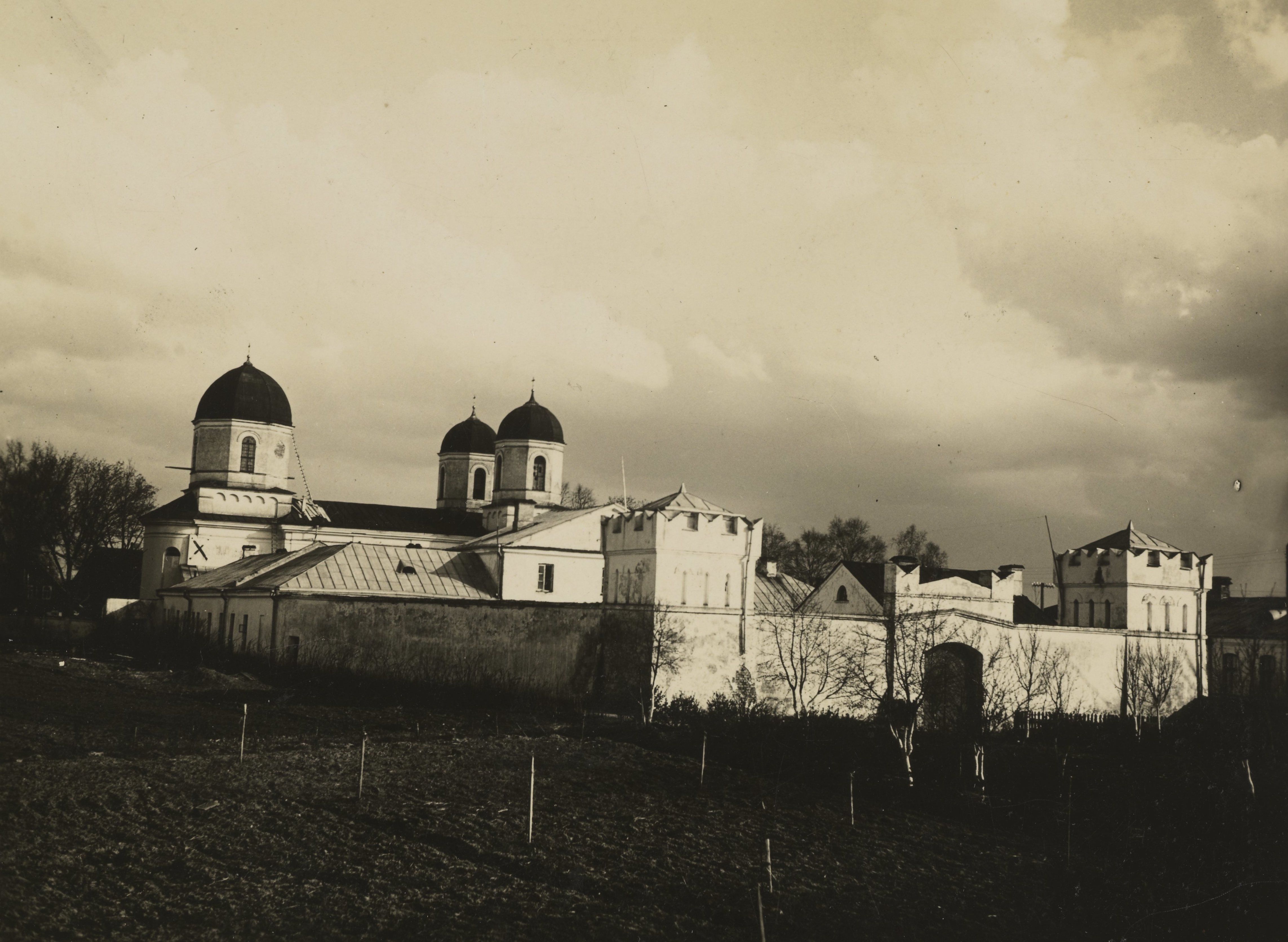
Widok klasztoru i kościoła około 1925